# Anguilla Channel
Anguilla Channel (fr. Canal d'Anguilla) – cieśnina na Morzu Karaibskim, oddzielająca Anguillę (Brytyjskie terytoria zamorskie) od wyspy Sint Maarten. Przez cieśninę kilka razy dziennie pływają promy pomiędzy Blowing Point na Anguilli a Marigot w Saint-Martin.
Częścią cieśniny jest leżąca przy Anguilli zatoka Corito Bay, nad którą znajduje się terminal paliwowy.
Środkiem kanału biegnie granica pomiędzy Wielką Brytanią a Francją. Jej dokładny przebieg reguluje traktat podpisany w Londynie 27 czerwca 1996 roku.